# 阿夫拉姆·帕帕佐普洛斯
阿夫拉姆·帕帕佐普洛斯（希臘語：Αβραάμ Παπαδόπουλος；1984年12月3日—）是希臘退役足球運動員。在場上司職中後衛。他曾效力于日本J联赛球隊磐田喜悦。他也代表希臘國家足球隊參賽。帕帕佐普洛斯出生于澳大利亚墨尔本，拥有希腊和澳大利亚双重国籍。

## 职业生涯

### 俱乐部
帕帕佐普洛斯职业生涯开始于希腊阿里斯队，2002年18岁的他就被提拔到一线队，开始在正式比赛中获得出场机会。前腰出身的他场上位置一再后撤，最终定位在中后卫位置上，2006年之后他以主力中后卫的身份成为球队主力。2008年7月，帕帕佐普洛斯转会加盟希腊国内劲旅奥林匹亚克斯队，并以主力身份帮助球队在希腊和欧洲赛场上取得诸多成绩。2014年9月，他转会土耳其球队特拉布宗体育队。
2015年1月，帕帕佐普洛斯转会上海绿地申花。2016年5月，加盟日本J联赛球队磐田喜悦。

### 国家队
从2002年开始，帕帕佐普洛斯就多次为希腊U21青年队出战各项赛事，2008年2月1日，不到24岁的帕帕佐普洛斯首次入选希腊国家队，2月4日他在希腊队与捷克队的友谊赛出场，完成国家队处子秀。在2008年欧洲杯之后的世界杯预选赛中，他成为了国家队主力中卫，并代表球队征战2010年南非世界杯。因为伤病，他非常遗憾地错过了2014年巴西世界杯。